# (32874) 1993 FJ48
1993 FJ48 (asteroide 32874) é um asteroide da cintura principal. Possui uma excentricidade de 0.03072460 e uma inclinação de 1.39097º.
Este asteroide foi descoberto no dia 19 de março de 1993 por UESAC em La Silla.